# فريد ف. كاستل الإبن
فريد ف. كاستل الابن (بالإنجليزية: Fred F. Castle Jr.)‏ عميد متقاعد في قيادة القوات الجوية الأمريكية الاحتياطية.
في حين كان في سرب النقل الجوي 337 شارك في حرب الخليج الثانية.